# Benzo(c)phenanthren
Benzo[c]phenanthren ist eine chemische Verbindung aus der Gruppe der polycyclischen aromatischen Kohlenwasserstoffe und besteht aus vier anellierten (verbundenen) Benzolringen.

## Vorkommen
Benzo[c]phenanthren kommt natürlich in Steinkohlenteer und Zigarettenrauch vor.

## Gewinnung und Darstellung
Benzo[c]phenanthren kann ausgehend von einer Alkylierung des Kaliumsalzes von 1,3-Cyclohexandion mit 2-Iodethylnaphthalen, anschließende Säure katalysierte Cyclisierung mit Lithiumaluminiumhydrid und Dehydrogenierung gewonnen werden. Andere Darstellungsarten wie Diels-Alder-Reaktion von 2-Vinylnaphthalen mit 1,4-Benzochinon und anschließende Reduktion mit Lithiumaluminiumhydrid sind ebenfalls bekannt. Die Verbindung entsteht auch bei der Pyrolyse von Inden.

## Eigenschaften
Benzo[c]phenanthren ist ein farbloser Feststoff, der löslich in Benzol, Chloroform und Ethanol ist. Er besitzt eine orthorhombische Kristallstruktur mit der Raumgruppe P212121 (Raumgruppen-Nr. 19). Es ist schwach carcinogen.